# Ceny Anděl 2014
Ceny Akademie populární hudby Anděl 2014 byly vyhlášeny 16. dubna 2015 v Hudebním divadle Karlín. Předcházelo tomu vyhlášení vítězů žánrových cen 7. dubna v Paláci Akropolis. Oba večery v přímém přenosu přenášela Česká televize, hlavní ceny běžely na ČT2, žánrové na ČT art.

## Ceny a nominace

### Hlavní ceny

#### Skupina
- Chinaski – Rockfield
- Vypsaná fiXa – Krásný smutný den
- Zrní – Následuj kojota

#### Zpěvák
- Michal Hrůza – Den
- Vojtěch Dyk & B-Side Band – Deska
- Tomáš Klus – Proměnamě

#### Zpěvačka
- Aneta Langerová – Na Radosti
- Lenka Dusilová – V hodině smrti
- Ewa Farna – Leporelo

#### Objev
- Jelen – Světlo ve tmě
- Monikino kino – Prázdniny
- Voxel – All Boom!

#### Album
- Aneta Langerová – Na Radosti
- Lenka Dusilová – V hodině smrti
- Chinaski – Rockfield

#### Skladba
- Aneta Langerová – Tráva
- Chinaski – Víno
- Xindl X – V blbým věku

#### Klip
- Aneta Langerová – Tráva
- Xindl X – V blbým věku
- Zrní – Loďky

#### Nejprodávanější album
- Tomáš Klus – Proměnamě

#### Síň slávy
- Hana Zagorová

### Žánrové ceny

#### Alternativní hudba
- Kalle – Live from the Room
- Martin Tvrdý a Václav Havelka – U nás v garáži
- Zrní – Následuj kojota

#### Elektronická hudba
- Subject Lost – Expo Nova
- Monikino kino – Prázdniny
- Schwarzprior – IDDQD

#### Folk & country
- Bratři Ebenové – Čas holin
- Michal Němec a Marie Puttnerová – Půljablkoň
- Žamboši – Pól nedostupnosti

#### Hard & heavy
- Asmodeus – Past na Davida Kleinera
- Et Moriemur – Ex Nihilo In Nihilum
- Master's Hammer – Vagus Vetus

#### Hip-hop
- Smack – P's a Love
- Android Asteroid – Íkaros
- LA4 & DJ Wich – Panorama
- Orion – Noční vidění

#### Jazz & blues
- Jaromír Honzák – Uncertainty
- Pavel Hrubý – Between The Lines
- Tomáš Liška – Bercheros Odyssey
- Vertigo – Taj

#### Punk & hard core
- Hanba – Silou kovadliny
- Boy – Darkest Visions
- Nod Nod – Nod Nod

#### Ska & reggae
- Cocoman & Solid Vibez – Zázraky
- Coco Jammin – Sklizeň 2014
- Fast Food Orchestra – Zen

#### World music
- BraAgas – Yallah!
- BezoBratři – Desátý den trní
- Cimbálová muzika Vlasty Grycové – O lásce